# Stenophylla
Stenophylla är ett släkte av bönsyrsor. Stenophylla ingår i familjen Acanthopidae.
Kladogram enligt Catalogue of Life:
| Stenophylla | \| \| Stenophylla cornigera \| \| \| \| \| \| Stenophylla gallardi \| \| \| \| \| \| Stenophylla lobivertex \| \| \| \| |
|             | \| \| Stenophylla cornigera \| \| \| \| \| \| Stenophylla gallardi \| \| \| \| \| \| Stenophylla lobivertex \| \| \| \| |
|             | Acanthops |
|             | |
|             | Acontista |
|             | |
|             | Astollia |
|             | |
|             | Callibia |
|             | |
|             | Decimiana |
|             | |
|             | Lagrecacanthops |
|             | |
|             | Metilia |
|             | |
|             | Miracanthops |
|             | |
|             | Paratithrone |
|             | |
|             | Pseudacanthops |
|             | |
|             | Raptrix |
|             | |
|             | Tithrone |
|             | |
|             | Stenophylla cornigera                                                                                                   |
|             | |
|             | Stenophylla gallardi |
|             | |
|             | Stenophylla lobivertex                                                                                                  |
|             | |

|  | Stenophylla cornigera  |
|  |                        |
|  | Stenophylla gallardi   |
|  |                        |
|  | Stenophylla lobivertex |
|  |                        |